# Manuel Luna Baños
Manuel Luna Baños (Sevilla, 27 d'abril de 1898-Madrid, 9 de juny de 1958), va ser un actor espanyol.

## Biografia
Iniciat en el món de la interpretació. Seguidament s'instal·la en Madrid i aconsegueix treballar amb els grans intèrprets de l'època, successivament: María Palou, Ricardo Puga, Rosario Pino, Valeriano León, María Fernanda Ladrón de Guevara i Irene López de Heredia.
Va debutar al cinema en 1923, encara que va ser a partir de la dècada de 1930 quan aconsegueix els seus majors èxits com a gran actor espanyol, rodant sota les ordres, entre d'altres, de Florián Rey, Ignacio F. Iquino, Juan de Orduña, Lluís Marquina o Edgar Neville.
Va morir poques hores després de sentir-se indisposat durant un assaig teatral.

## Premis
Medalles del Cercle d'Escriptors Cinematogràfics
| Any  | Categoria      | Pel·lícules                                                                       | Resultat  |
| ---- | -------------- | --------------------------------------------------------------------------------- | --------- |
| 1946 | Premi especial | Misión blanca El crimen de la calle de Bordadores Viento de siglos Un drama nuevo | Guanyador |

## Filmografia
- María de la O (1958)
- Los clarines del miedo (1958)
- El hombre que viajaba despacito (1957)
- El piyayo (1956)
- La lupa (1955)
- La hermana alegría (1955)
- Morena Clara (1954)
- Un caballero andaluz (1954)
- El alcalde de Zalamea (1954)
- La hija del mar (1953)
- La hermana San Sulpicio (1952)
- Lola, la piconera (1952)
- Alba de América (1951)
- La leona de Castilla (1951)
- Agustina de Aragón (1950)
- De mujer a mujer (1950)
- La duquesa de Benamejí (1949)
- El capitán de Loyola (1949)
- Currito de la Cruz (1949)
- Neutralidad (1949)
- Póker de ases (1948)
- La vida encadenada (1948)
- Locura de amor (1948)
- Fuenteovejuna (1947)
- Dos mujeres y un rostro (1947)
- La nao capitana (1947)
- Serenata española (1947)
- Abel Sánchez (1947)
- Las inquietudes de Shanti Andía (1947)
- La calumniada (1947)
- La Lola se va a los puertos (1947)
- Un drama nuevo (1946)
- El crimen de la calle de Bordadores (1946)
- El doncel de la reina (1946)
- Misión blanca (1946)
- Viento de siglos (1945)
- El testamento del virrey (1944)
- Paraíso sin Eva (1944)
- Una sombra en la ventana (1944)
- Con los ojos del alma (1943)
- El escándalo (1943)
- Los misterios de Tánger (1942)
- Malvaloca (1942)
- ¡A mí la Legión! (1942)
- Los ladrones somos gente honrada (1942)
- Torbellino (1941)
- Los millones de Polichinela (1941)
- Su hermano y él (1941)
- La Dolores (1940)
- La canción de Aixa (1939)
- Carmen, la de Triana (1938)
- Morena Clara (1936)
- Nobleza baturra (1935)
- Santa Isabel de Ceres (1923)